# エイブラム・ニコラス・プリツカー
A・N・プリツカー(A.N.Pritzker)ことエイブラム・ニコラス・プリツカー（Abram Nicholas Pritzker、1896年1月6日 - 1986年2月8日）は、アメリカ合衆国の実業家である。

## 若年期と教育
エイブラム・ニコラス・プリツカーは、ウクライナ系ユダヤ人移民のニコラス・J・プリツカー(Nicholas J. Pritzker)とアニー・P・プリツカー（Annie P.Pritzker、旧姓コーン(Cohn)）の息子である。父ニコラスは1881年にウクライナのキエフからシカゴに移り、当初は農夫として働いたが、デポール大学法学部を卒業して法律家になった。父ニコラスが書き残した手記がプリツカー家に代々伝わっている。その本には、「貴方の唯一の不朽性とは、貴方が子孫に与える影響のことである」と書かれている。
エイブラムはハーバード・ロー・スクールを卒業した。

## キャリア
エイブラムは大学卒業後は弁護士となり、父が経営する法律事務所に入った。兄のハリー、弟のジャックも同様である。ハリーは刑事法、エイブラムは商業法、ジャックは不動産法と専門としていた。1930年代、弟ジャックと共に父の法律事務所から独立し、シカゴ地域を中心として不動産や中小企業への投資事業を始めた。兄ハリーは父の法律事務所を継ぎ、後にプリツカー家専門の法律事務所となってその事業を支えた。プリツカー兄弟の事業は大成功した。蓄えた巨額の財産は、信託によって徴税を免れ、一族の間で分配された。

## 慈善活動
プリツカーは、様々な慈善活動を行った。シカゴ大学が医学部を設置する際に資金を援助し、子供の頃に通っていたウィッカーパーク小学校のための信託基金を設立した。同小学校はプリツカーの名前をとってA・N・プリツカー小学校(A.N. Pritzker Elementary School)に改称した。

## 私生活
プリツカーにはジェイ(Jay)、ロバート(Robert)、ドナルド(Donald)の3人の息子がいた。息子たちは父の事業を継ぎ、1957年に買収したロサンゼルスの1軒のホテルから、世界的なホテルグループ・ハイアットホテルアンドリゾーツに発展させた。
ロバートは、木材から鉄道車両まで様々な製造会社を買収してマーモン・グループを構築した。マーモン・グループは、かつてはプリツカー家の財産の半分を構成していた。2007年、ウォーレン・バフェットのバークシャー・ハサウェイ社が、マーモン・グループの株式の60%を45億ドルで買収した。
元商務長官のペニー・プリツカー、イリノイ州知事のJ・B・プリツカー、リーゼル・マシューズ(Liesel Matthews)の芸名で女優活動をしていたリーゼル・プリツカー・シモンズ、シカゴのバンド「ソニア・ダダ」を創設したダニエル・プリツカーは、プリツカーの孫である。